# Suddivisioni della Somalia
Le suddivisioni della Somalia, secondo la Costituzione provvisoria approvata nel 2012, si distinguono fra due livelli di governo, gli Stati e i distretti. Sono altresì operative, esercitando de facto funzioni amministrative, le regioni istituite prima della dissoluzione dello Stato, avvenuta nel 1991. I singoli Stati federati, invece, non sono stati ancora ufficialmente istituiti.

## Stati

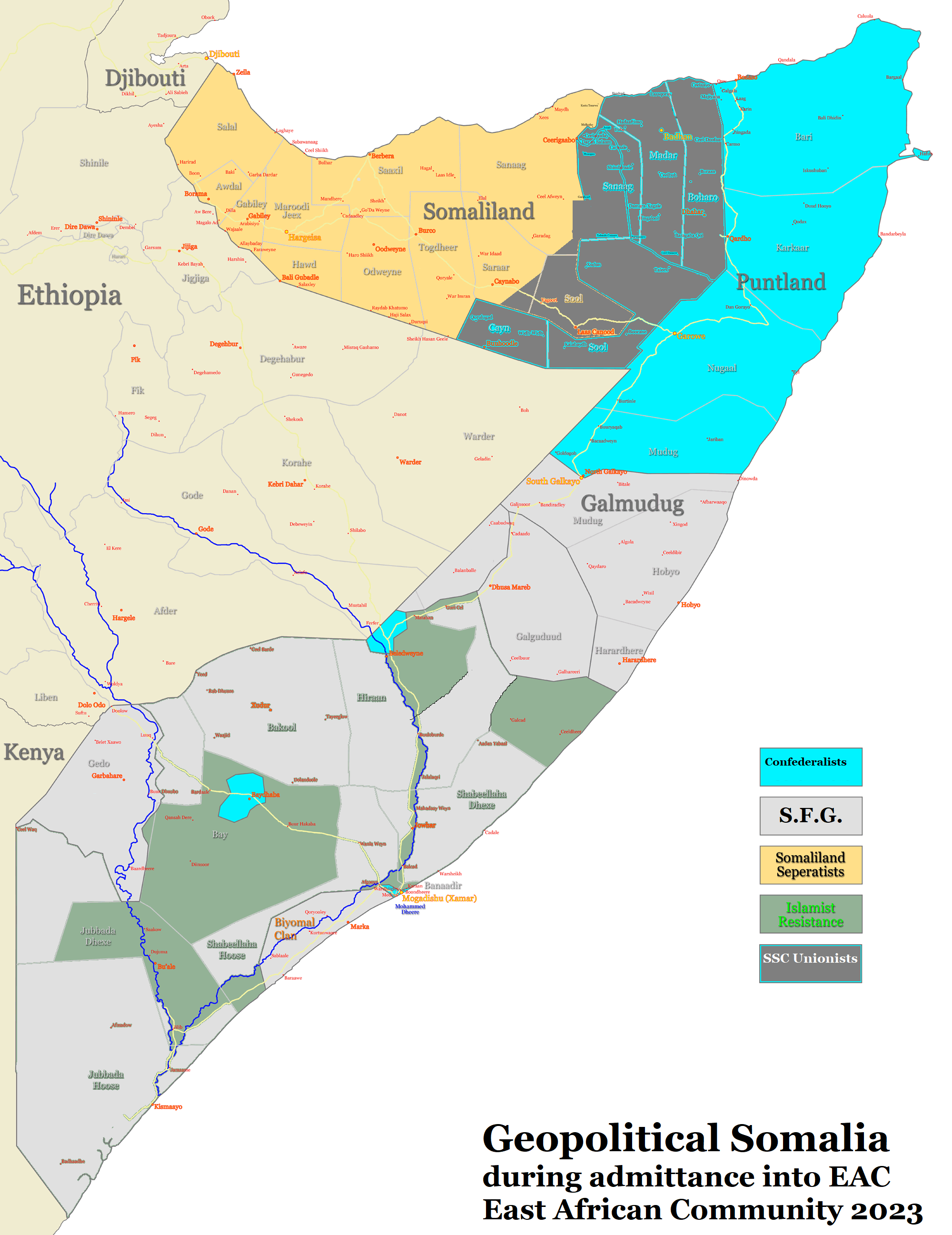
Situazione politica della Somalia.

In seguito allo scoppio della Guerra civile somala e al collasso del regime dittatoriale di Mohammed Siad Barre, nel 1991, la Somalia è stata priva di una autorità statale unificata. Dopo la costituzione provvisoria del 2004 e i significativi progressi ottenuti dal Presidente Hassan Sheikh Mohamud, in carica dal 2012 al 2017, il governo centrale riesce tuttavia ad esercitare un effettivo controllo su buona parte del territorio del Paese.
Nondimeno, nel corso del tempo vari territori hanno reclamato la propria indipendenza:
- il Somaliland, che comprende le regioni un tempo facenti parte della Somalia Britannica e che ha dichiarato la propria indipendenza fin dal maggio 1991, sebbene non sia stata riconosciuta da alcuno Stato;[2][3][4]
- il Puntland, che comprende le regioni nord-orientali di Bari e Nogal e che ha dichiarato la propria autonomia nel 1998, pur continuando a ritenersi parte integrante dello Stato somalo;[2][5]
- l'Azania, che comprende il territorio dell'Oltregiuba e che ha dichiarato la propria autonomia nel 2011;[6]
- il Khatumo, che comprende le regioni di Sol, Sanag e Ayn (in passato al centro di una disputa territoriale fra Somaliland e Puntland) e che ha dichiarato la propria autonomia nel 2012;[7]
- il Galmudugh, composto dalle regioni centrosettentrionali di Galgudud e Mudugh, che ha dichiarato la propria autonomia nel 2006;[8]

L'integrità dello Stato è inoltre minacciata dagli Shabaab, gruppo terroristico islamista, dall'aprile 2012 ufficialmente legato ad al-Qaida, attivo in varie aree nel centro-sud del Paese, di cui detiene il controllo in alcuni casi.

## Regioni

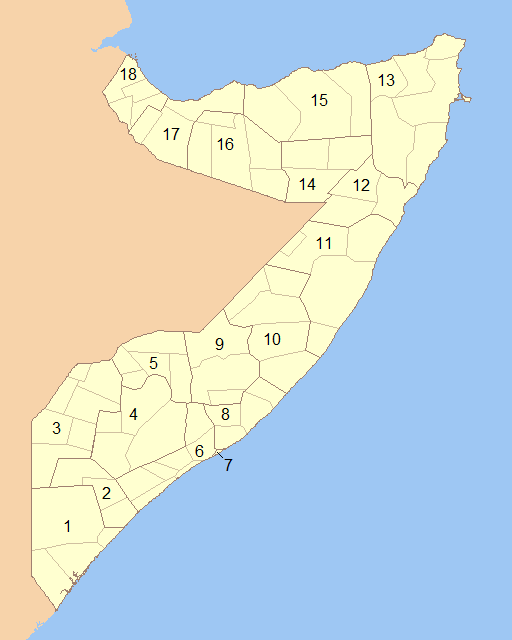
Le regioni della Somalia.

Ufficialmente, la Somalia è divisa in 18 regioni (in somalo, gobollada; singolare, gobol):
1. Basso Giuba
2. Medio Giuba
3. Ghedo
4. Bai
5. Bakool
6. Basso Scebeli
7. Benadir
8. Medio Scebeli
9. Hiran
10. Galgudud
11. Mudugh
12. Nogal
13. Bari
14. Sol
15. Sanag
16. Tug Dair
17. Nordovest
18. Adal

## Distretti
Ufficialmente, la Somalia è ulteriormente suddivisa in 90 distretti.

## Suddivisioni storiche
Alla data dell'indipendenza (1º luglio 1960), la Somalia era divisa in 12 province: i sei province in cui era divisa l'Amministrazione fiduciaria italiana della Somalia (Alto Giuba, Basso Giuba, Benadir, Hiran, Migiurtinia e Mudugh) e i sei in cui era divisa la Somalia Britannica (Berbera, Borama, Burao, Erigavo, Hargeisa e Las Anod).
Nel 1964, le province furono ridotte a 8: quelle di Erigavo e Las Anod furono fuse a quella di Burao, mentre quelle di Berbera e Borama furono fuse a quelli di Hargeisa.
Nel 1982, il territorio fu riorganizzato in 16 regioni. Due anni più tardi, furono costituite le regioni di Adal (separatasi dal Nordovest) e Sol (separatasi da Nogal), portando il numero complessivo alle attuali 18 regioni ufficiali.